# ドンラム

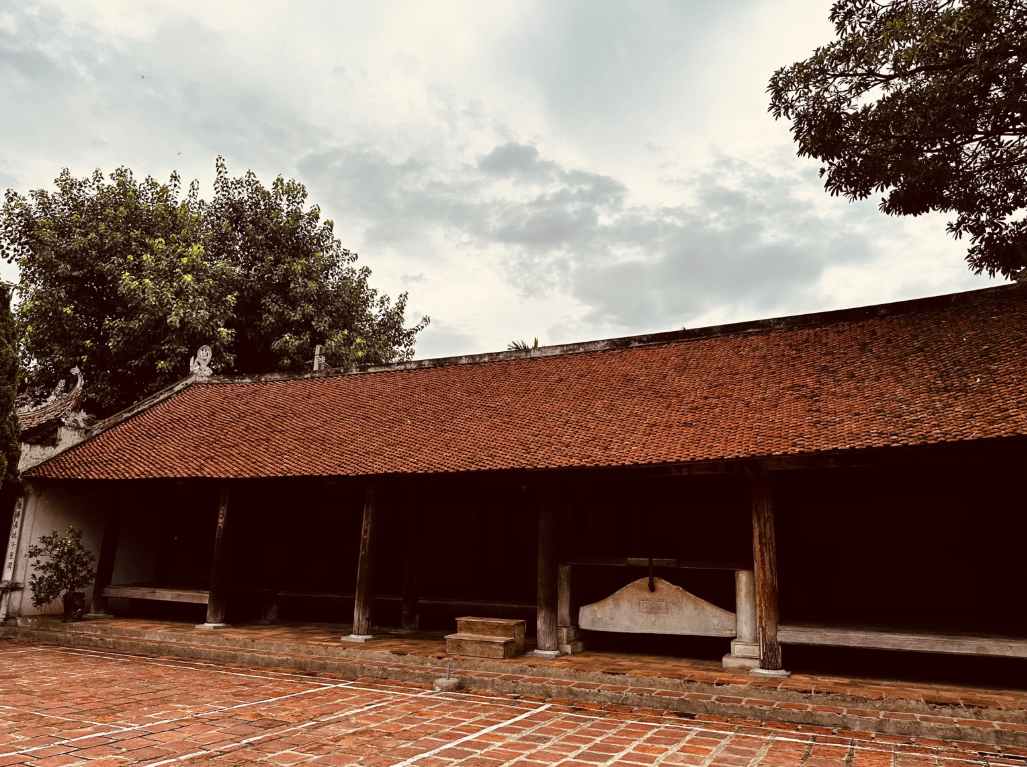
ドンラム村(集会所)

ドンラム村は、ベトナムの首都ハノイの郊外ソンタイ地区にある農村集落のひとつで、2006年にベトナムではじめてLàng Cổ (Ancient Village) として国家歴史文化遺跡に認定を受けた。

## 概要
ハノイ中心部から西に50キロメートルほど離れたソンタイに位置する。
昔ながらのベトナムの農村文化が垣間見れ、ハノイから日帰りで行くことができる観光地として注目を集めている。
また、ベトナムの歴史上の重要人物の故郷として知られている。Man Thiện（マンティエン/Hai Bà Trưng徴姉妹の母）、Ngô Quyền（ゴークエン王）、Giang Văn Minh（英雄ザンバンミン）など。

## 見どころ
モンフー集落、ミア寺、ザンバンミン廟、ゴークエン廟